# Beilerbei

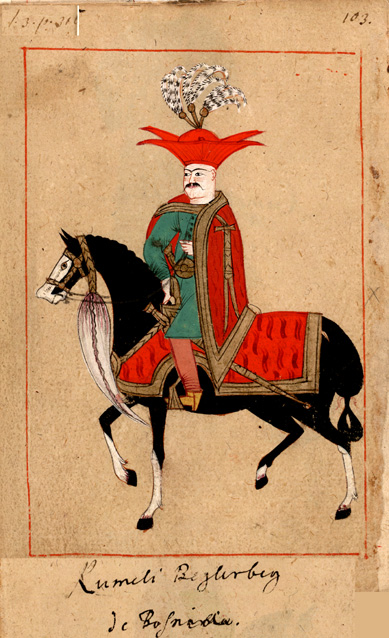
Beilerbei, 1650

 Beilerbei (în limba turcă otomană بكلربكی, Beylerbeyi sau în limba turcă veche Beglerbeg) a fost denumirea celui mai înalt rang militar din lumea islamică medievală (Imperiul Selgiucid, Imperiul Savafid și Imperiul Otoman). La început, acest titlu desemna comandantul suprem al armatei pentru ca ulterior să desemneze guvernatorii marilor provincii ale imperiului, eialete (eyalet).
Beilerbeiul a fost conducătorul unui mari entități administrative denumită beilerbeilik (sau beylerbeylik).